# Port Allegany
Port Allegany est un borough situé à l'est de la partie centrale du comté de McKean, en Pennsylvanie, aux États-Unis,. En 2010, il comptait une population de 2 157 habitants, estimée au 1er juillet 2020 à 2 084 habitants. Le borough est incorporé le 4 avril 1882.

## Démographie
Lors du recensement de 2010, le borough comptait une population de 2 157 habitants. Elle est estimée, en 2020, à 2 084 habitants.

### Source de la traduction
- (en) Cet article est partiellement ou en totalité issu de l’article de Wikipédia en anglais intitulé « Port Allegany, Pennsylvania » (voir la liste des auteurs).